# Cadran solaire négatif

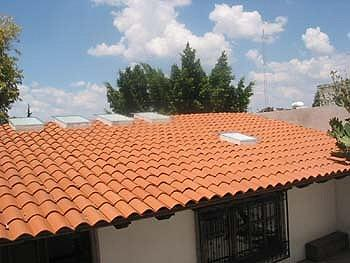
dômes Cadran solaire négatif, Corregidora, Queretaro, Mexique.

Le cadran solaire négatif projette les rayons de la lumière à travers une fente alors que pour un cadran solaire conventionnel, le gnomon projette l´ombre sur un cadre de référence.
Sur le graphique, nous vous montrons les dômes du quart cosmique, où passent les rayons du soleil sur un mur intérieur la majeure partie de l´année, dix mois sur douze.
Voici les rayons de lumière projetés à travers les quatre dômes sur le mur qui regarde au sud, à l´intérieur du quart cosmique. 

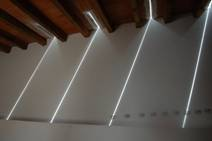
Cadran solaire négatif, Corregidora, Queretaro, Mexique.

Si nous observons de plus près la marque à l´extrême droite, nous distinguons l´heure.

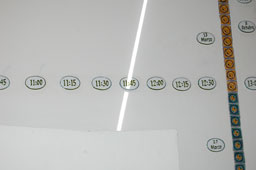
11:45 Cadran solaire négatif, Corregidora, Queretaro, Mexique : onze heures quarante cinq
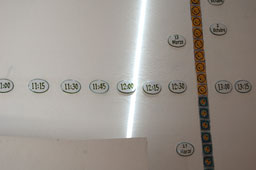
12:00+ Cadran solaire négatif, Corregidora, Queretaro, Mexique Maintenant, un peu plus de midi…
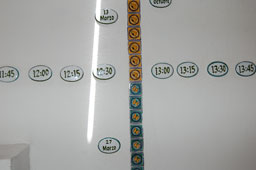
12:25 Cadran solaire négatif, Corregidora, Queretaro, Mexique.Midi vingt-cinq…
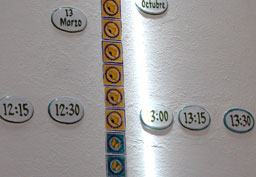
13:00- Cadran solaire négatif, Corregidora, Queretaro, Mexique Un peu avant une heure

et ainsi de suite, l´horloge indique le cours du temps sur le mur sud.